# Чернишово (Пишминський міський округ)
Чернишо́во (рос. Чернышово) — село у складі Пишминського міського округу Свердловської області.
Населення — 423 особи (2010, 480 у 2002).
Національний склад станом на 2002 рік: росіяни — 91 %.